# Licania littoralis
Licania littoralis är en tvåhjärtbladig växtart som beskrevs av Johannes Eugen ius Bülow Warming. Licania littoralis ingår i släktet Licania och familjen Chrysobalanaceae. Inga underarter finns listade i Catalogue of Life.